# Ange Ciella Niragira
Ange Ciella Niragira (* 22. Dezember 2002) ist eine burundische Judoka.

## Sportliche Karriere
Niragira startet in der Halbschwergewichtsklasse bis 78 kg. Bei den Afrikameisterschaften errang sie 2023 den dritten und 2024 den fünften Platz. Außerdem nahm sie 2024 an den Weltmeisterschaften in Abu Dhabi teil, konnte hier aber ihren einzigen Kampf gegen die deutsche Judoka Anna-Maria Wagner nicht gewinnen.
Im gleichen Jahr nahm sie an den Olympischen Sommerspielen 2024 in Paris teil, schied aber gegen die Polin Beata Pacut-Kloczko in der ersten Runde aus. Bei der Eröffnungsfeier war sie Fahnenträgerin der burundischen Delegation.